# San Lorenzo (Honduras)
San Lorenzo is een havenstadje en gemeente (gemeentecode 1709) in het Hondurese departement Valle, in het zuiden van het land aan de Golf van Fonseca. In de nabijheid van de stad bevindt zich de haven van Henecán, die Honduras' belangrijkste haven aan de Pacifische kust is. De belangrijkste economische activiteiten zijn dan ook bedrijvigheden in de haven, en daarnaast de kweek van witte garnalen.
San Lorenzo is een betrekkelijk jonge stad. Hoewel de Spanjaarden al in 1522 een gehucht genaamd San Lorenzo vestigden, werd de gemeente San Lorenzo pas in 1909 gesticht. Een belangrijke impuls voor de ontwikkeling van de gemeente was de verplaatsing van de havenbedrijvigheden vanaf Amapala (op het eiland El Tigre) naar de haven van Henecán. Hierdoor werd het mogelijk om behalve de visserijproducten ook de opbrengsten van de landbouw te exporteren.
De stad is genoemd naar de patroonheilige Sint Laurentius, in het Spaans San Lorenzo genaamd. Ter ere van diens naamdag, op 10 augustus, viert San Lorenzo gedurende de hele maand augustus een groots carnaval.

## Bevolking
De bevolking is als volgt verdeeld:
| Vrouwen | 22.883 | 52% |
| Mannen  | 21.094 | 48% |

## Dorpen
De gemeente bestaat uit tien dorpen (aldea), waarvan de grootste qua inwoneraantal: San Lorenzo  (code 170901) en El Caimito (170902).